# Класова борба
Класовата борба е теория, която обяснява проблемите и напрежението в едно общество, разделено на социални класи, всяка бореща се за социалното си и икономическо място в обществото. Това понятие се появява в деветнадесети век при френските либерални историци на Реставрацията и по-късно е обобщено от Карл Маркс.
Класовата борба е основна концепция на марксистката политическа философия. Тя се стреми да обясни историческите въпроси и икономическите напрежения в едно общество, разделено на антагонистични социални класи. За Карл Маркс и Фридрих Енгелс, които осигуряват международното разпространение на това понятие, класовата борба е двигател на промените в обществото и в съвременната история. Управляващата класа в капиталистическото общество се идентифицира с буржоазията (или капиталистическата класа) и тя доминира над тази, която те наричат пролетариат.
Тази теория е приета от социалисти, комунисти, революционери и реформатори през деветнадесети, двадесети и двадесет и първи век и спомага на борбата за подобряване на условията на живот на работниците.